# Louis Halphen
Louis Sigismond Isaac Halphen (París, 4 de febrer de 1880 - París, 7 d'octubre de 1950) fou un historiador francès especialista en l'alta Edat Mitjana i particularment en l'imperi carolingi.

## Vida i obra
Halphen estudià a l'École des chartes, on fou alumne d'Arthur Giry i obtingué el títol d'arxiver amb una tesi intitulada Les transformations politiques du comté d'Anjou sous les premiers capétiens, le gouvernement de Foulque Nerra (987-1040) (1904). Tot seguit passà dos anys a l'École française de Rome (1904-1906), el 1906 obtingué el grau de doctor a la Sorbona amb una tesi sobre Le comté d'Anjou au XIè siècle, i fou encara dos anys més secretari de l'École des Chartes. Deixà aquest càrrec per passar a ser professor a la Universitat de Bordeus (1910) i retornà a París com a director d'estudis de l'École pratique des hautes études (1928) i professor a la Sorbona (1934). Amb la Segona Guerra Mundial, hagué de fugir de París i refugiar-se primer a la Universitat de Grenoble i, després de l'entrada dels nazis a Grenoble, a L'Alovesc (Ardecha) amb els jesuïtes. Finalment retornà a París el 1944, on trobà la seva biblioteca saquejada; malgrat això, reprengué els seus estudis.
La seva contribució fou sobretot sobre la història europea de l'Alta Edat Mitjana, particularment sobre l'època carolíngia. La seva obra més coneguda és Charlemagne et l'Empire carolingien, de 1947. També edità la Vita Karoli d'Eginhard (1923). Fou director, amb Philippe Sagnac, d'una enciclopèdia històrica Peuples et Civilisations. Ell mateix en redactà dos volums, Les Barbares, des grandes invasions aux conquêtes turques du XIe siècle i L'Essor de l'Europe, XIe – XIIIe siècles. Va ser fundador de la col·lecció "Classiques de l'histoire de France au Moyen Âge".
Va ser escollit membre de l'Académie des inscriptions et belles-lettres el 1935 i en fou president el 1946. Fou nomenat oficial de la Legió d'honor.

## Publicacions
- Le comté d'Anjou au XIe siècle, 1906
- La conquête romaine (amb A. Piganiol / P. Sagnac (1926) - Presses universitaires de France
- L'essor de l'Europe : XIe-XIIIe siècles, Paris: F. Alcan, 1932
- Les barbares : des grandes invasions aux conquêtes turques du XIe siècle, Paris: Félix Alcan, 1930 (2a ed)
- Charlemagne et l'empire carolingien, 1947
  - traduït a l'anglès Charlemagne and the Carolingian Empire, (1977) North-Holland Pub. Co
  - traduït a l'espanyol Carlomagno y el imperio carolingio, Unión Tipográfica Editorial Hispano Americana (1955)
- Les universités au XIIIe siècle, Paris: Félix Alcan, 1931
- Études sur l'administration de Rome au Moyen Âge (751-1252), (1972) Multigrafica Editrice
- À travers l'histoire du Moyen âge, (1950) - Presses universitaires de France
- (ed.) Eginhard, Vie de Charlemagne éditée et traduite par Louis Halphen, Paris: Les Belles Lletres, 1967, 4ta edició revisada

- Mélanges d'histoire du Moyen âge, dédiés à la mémoire de Louis Halphen, Paris, Presses universitaires de France, 1951 [Miscel·lània d'estudis en homenatge a Halphen]